# Léon Giacobini
Pour les articles homonymes, voir Giacobini.
Léon Giacobini, né le 24 octobre 1813 à Campertogno dans le département français de la Sesia et mort le 26 février 1900 à Bourges dans le département du Cher, est un peintre paysagiste italo-français du XIXe siècle qui exerça la plus grande partie de son activité en France et en particulier à Orléans (Loiret).

## Biographie
Eugène Léon Giacobini, dit Léon Giacobini, fils de Pierre Giacobini et de Marie Molino, est né le 24 octobre 1813 à Campertogno (Italie).
Il quitte l'Italie pour s'installer en France et se marie le 18 septembre 1844 à Bourges (Cher) avec Zélie Louise Sophie Berthier, de 10 ans sa cadette, née à Strasbourg. Après des séjours à Paris et surtout à Orléans, Léon Giacobini se retire à Bourges où il décède rue Taillegrain le 26 février 1900.

## Œuvre
Le premier professeur de Léon Giacobini fut son père Pierre Giacobini, peintre paysagiste et portraitiste à Campertogno.
Arrivé en France, il connaît une période difficile mais son travail et sa foi dans son art le soutiennent et l'encouragent à persévérer.
Sa rencontre avec Francis Blin (1827-1866) sera décisive. Francis Blin, peintre rennais qui a travaillé en Bretagne mais aussi à Paris et à Orléans et dont la notoriété est connue pour ses paysages influencés par les peintres de Barbizon, devient son professeur.
Pendant une vingtaine d'années et sous la signature "Giacobini", Léon Giacobini expose en permanence à la papeterie A. Foucher, 9 rue Jeanne d'Arc à Orléans et participe régulièrement aux expositions de la Société des amis des arts d'Orléans. Inspiré par son maître Francis Blin, Léon Giacobini présente de nombreux paysages traités aussi bien à l'huile sur toile ou sur bois qu'à l'aquarelle, à la gouache sur toile et sur papier ou au fusain.
Il présente quelques paysages de montagne, souvenirs de sa région d'origine : vallée d'Aoste, site alpestre, paysannes dans un champ, voyageur dans un paysage de montagne boisée (huile sur toile 1857), vue de Suisse. Mais son œuvre est surtout marquée par les paysages de l'Orléanais où l'eau tient une place prépondérante, bords de rivières ou d'étangs, comme en témoignent quelques titres relevés dans les comptes-rendus des expositions de la Société des amis des arts d'Orléans  ou dans des ventes récentes : 
- paysages des bords de Loire (huiles sur toile[6], fusains),
- paysage à la mare (aquarelle et gouache 1859)
- paysage de rivière (gouache)
- bords du Loiret (gouaches dont l'une représentant au premier plan dans une barque un homme assis et une femme debout vêtue d'une robe violette  (30 x 52 cm) fut acquise pour 100 F pour le musée d'Orléans après son exposition en 1872[7], fusain 1872),
- bords de rivière (gouaches sur toile 1873[8], gouache sur papier 1884),
- bords d'étang (aquarelle),
- lavandières sur la rivière (huile sur bois[9]),
- vues des environs de Saint-Cyr (aquarelle, gouaches),
- vue prise en Sologne dont l'artiste fit don au musée de Melun[10].

Il acquiert une certaine notoriété grâce à la qualité de ses peintures et à leur style particulier. En effet nombre de ses paysages incluent de petits personnages dessinés à l'échelle du paysage ce qui, par opposition, accentue l'ampleur du panorama dont l'harmonie d'ensemble laisse une large part à la lumière du ciel.
Parallèlement à ses paysages, Léon Giacobini réalise un certain nombre de portraits  frappants de ressemblance de notables et personnalités orléanaises qui, bien que connues, ont parfois souhaité rester dans l'anonymat. Malgré tout, quelques-uns de ces portraits sont présentés dans les expositions de la Société des amis des arts d'Orléans en 1858, 1866, 1868 (portrait de M. B.V., huile sur toile), 1872 (deux portraits de femmes), certains ont fait l'objet de ventes récentes (la liseuse), d'autres se trouvent actuellement dans une demeure particulière tels cette femme assise devant un feu de cheminée  et, dans un encadrement identique, son pendant non signé, un homme assis, crayon à la main, dont les attributs (bureau, livres, tableau d'une vue d'Orléans en arrière-plan, fusil et chien de chasse) en font sans doute un notable de l'Orléanais et de la Sologne.
Léon Giacobini cesse d'exposer à partir de 1872 mais conserve ses relations avec la Société des amis des arts d'Orléans en confiant chaque année quelques-unes de ses œuvres acquises par la Société pour les loteries des expositions.